# Thelasis pygmaea
Thelasis pygmaea là một loài thực vật có hoa trong họ Lan. Loài này được (Griff.) Lindl. miêu tả khoa học đầu tiên năm 1859.